# کریس فیشر
کریس فیشر (به انگلیسی: Chris Fisher) کارگردان، نویسنده، تهیه‌کننده و وکیل آمریکایی است. او در سریال تلویزیونی «مظنون» از شبکه سی‌بی‌اس به عنوان کارگردان و تهیه‌کننده اجرایی فعالیت داشت.
فیشر در پاسادنا، کالیفرنیا متولد شد و در نیوپورت بیچ بزرگ شد. او مدرک لیسانس هنر در فلسفه و دکترای حقوق را از دانشگاه کالیفرنیای جنوبی دریافت کرد.
از دیگر آثار کارگردانی او می‌توان به فیلم‌های کثیف (۲۰۰۵)، سلاطین خیابان ۲ (۲۰۱۱) و ملاقات با شیطان (۲۰۱۲) اشاره کرد. 